# Dieffenbachia fosteri
Dieffenbachia fosteri är en kallaväxtart som beskrevs av Thomas Bernard Croat. Dieffenbachia fosteri ingår i släktet prickbladssläktet, och familjen kallaväxter. Inga underarter finns listade.